# Бокоспорогонні мохи
Бокоспорогонні мохи, плевроспорогонні мохи (від лат. sporogonium — «спорогон»; грец. πλευρά — «бік») — мохи, у яких архегонії, а після запліднення спорогони, розташовані на верхівці дуже вкорочених брунькоподібних бокових галузок перисторозгалуженого пагона.
Ці терміни необхідно використовувати замість таких архаїчних термінів, як «бокоплідні» мохи або «плеврокарпні» мохи, оскільки останні біологічно неправильні, адже мохи не мають плоду, який мають покритонасінні (грец. плід — χαρπος). Ці застарілі, а нині це уже неграмотні, терміни йдуть з давніх часів, тоді коли ботаніки ще не відрізняли плід покритонасінних, який утворюється із зав'язі, від подібних за функціями утворів інших відділів рослин. Термін «бокоплідні» мохи, який, ще часто вживається досі, не відповідає у мохів сучасному змісту поняття, тому повинен бути рішуче відкинутий.